# Hadena vigas
Hadena vigas là một loài bướm đêm trong họ Noctuidae.